# Herb powiatu brzezińskiego
Herb powiatu brzezińskiego – jeden z symboli powiatu brzezińskiego, autorstwa Marka Adamczewskiego, ustanowiony 31 maja 2004.

## Wygląd i symbolika
Herb przedstawia na tarczy w polu czerwonym od głowicy wizerunek połuorła srebrnego i połuorła czarnego, poniżej godło herbu Dołęga Lasockich. Dzioby orłów, przepaski z trójliśćmi i krzyż kawalerski są złote.